# Лаба Віктор Володимирович
Віктор Володимирович Лаба (22 червня 1975 — 7 вересня 2023) — сержант Збройних сил України, учасник російсько-української війни.

## Життєпис
Віктор Лаба був родом із села Старе Поріччя  Городоцького району Хмельницької області. Народився 22 червня 1975 року.  Навчався в місцевій Лісогірській школі.  Потім — у Лісоводському ПАЛ на зварювальника. Пройшов строкову службу. Багато років працював різноробом у різних містах України.
На війну пішов добровольцем. Стояв на лінії фронту майже два роки. Був сержантом, командиром танка танкового батальйону однієї з військових частин ЗСУ.  7 вересня 2023 року поліг в бою в районі Новопокровки Пологівського району Запорізької області — він та ще двоє його побратимів згоріли в танку.

## Нагороди та вшанування
- Орден За мужність III ступеня — за особисту мужність і самовіддані дії, виявлені у захисті державного суверенітету та територіальної цілісності України[2]